# Onychopterocheilus kiritschenkoi
Onychopterocheilus kiritschenkoi är en stekelart som först beskrevs av Kostylev 1940.  Onychopterocheilus kiritschenkoi ingår i släktet Onychopterocheilus och familjen Eumenidae. Inga underarter finns listade i Catalogue of Life.